# Consejo de Cardenales
El Consejo de Cardenales es un organismo consultivo dentro de la Iglesia católica formado por un grupo permanente de cardenales que tiene como misión aconsejar al papa en el gobierno de la Iglesia. Conocido inicialmente con el nombres coloquiales de Grupo de los Ocho (en analogía al G8) o G8 Vaticano, su número de miembros se modificó a partir de la quinta reunión. Hasta 2018 estuvo conformado por 9 cardenales, por lo cual algunos medios de comunicación también se han referido a él como el C9. En 2020, el Consejo estaba conformado por siete miembros (un coordinador y seis miembros, todos cardenales), asistidos por un secretario (obispo). En marzo de 2023 fue renovado y quedó compuesto por nueve miembros cardenales y un secretario.

## Orígenes y objetivos
El Consejo de Cardenales fue creado por el papa Francisco el 13 de abril de 2013 e institucionalizado de forma permanente el 30 de septiembre de 2013 para satisfacer las necesidades de reforma dentro de la Curia Romana y revisar la Constitución apostólica Pastor Bonus.
El principal objetivo del grupo es el del asesoramiento del papa en el gobierno de la Iglesia universal, el cual lo ejercen tanto a título de Consejo como a título personal, siendo cada miembro libre de hacer sus propias sugerencias. No obstante, los comentarios del Consejo son orientativos y la decisión final recae sobre el pontífice.
Crearon con Francisco una comisión especial para la protección de los menores víctimas de abusos sexuales y para la lucha contra los curas pedófilos.

## Organización
Aunque inicialmente fueron ocho los cardenales elegidos para asesorar al papa, ese número podría variar según la consideración del Pontífice, lo que de hecho sucedió a partir de la quinta reunión con la incorporación formal al grupo del secretario de Estado, Pietro Parolin. En diciembre de 2018 el papa Francisco removió a 3 cardenales del Consejo, por lo cual pasó a tener 6 miembros.

## Primer grupo (2013-2014)
El primer grupo, creado por el papa Francisco, estaba formado por los siguientes cardenales (lo son todos salvo el secretario):
- Coordinador: Óscar Andrés Rodríguez Maradiaga, arzobispo de Tegucigalpa
- Secretario: Marcello Semeraro, obispo de Albano
- Miembros: 
  - Seán Patrick O'Malley, arzobispo de Boston;
  - Reinhard Marx, arzobispo de Múnich;
  - Oswald Gracias, arzobispo de Bombay;
  - Giuseppe Bertello, Gobernador del Estado de la Ciudad del Vaticano;
  - Francisco Javier Errázuriz Ossa, arzobispo emérito de Santiago de Chile;
  - Laurent Monsengwo Pasinya, arzobispo de Kinshasa; y
  - George Pell, Prefecto de la Secretaría de Economía.

## Segundo grupo (2014-2018)
El segundo grupo, estaba formado por los siguientes cardenales (lo son todos salvo el secretario):
- Coordinador: Óscar Andrés Rodríguez Maradiaga, arzobispo de Tegucigalpa
- Secretario: Marcello Semeraro, obispo de Albano
- Miembros: 
  - Seán Patrick O'Malley, arzobispo de Boston;
  - Reinhard Marx, arzobispo de Múnich;
  - Oswald Gracias, arzobispo de Bombay;
  - Giuseppe Bertello, Gobernador del Estado de la Ciudad del Vaticano;
  - Francisco Javier Errázuriz Ossa, arzobispo emérito de Santiago de Chile (hasta el 14 de noviembre de 2018);
  - Laurent Monsengwo Pasinya, arzobispo de Kinshasa (hasta el 12 de diciembre de 2018);
  - George Pell, Prefecto de la Secretaría de Economía (hasta el 12 de diciembre de 2018); y
  - Pietro Parolin, Secretario de Estado de la Santa Sede (desde el 2 de julio de 2014).

## Tercer grupo (2018-2020)
El tercer grupo, está formado por los siguientes cardenales (lo son todos salvo el secretario y el secretario adjunto que son obispos):
- Coordinador: Óscar Andrés Rodríguez Maradiaga, arzobispo de Tegucigalpa
- Secretario: Marcello Semeraro, obispo de Albano
- Secretario adjunto: Marco Mellino, obispo titular de Cresima (desde el 27 de octubre de 2018)
- Miembros: 
  - Seán Patrick O'Malley, arzobispo de Boston;
  - Reinhard Marx, arzobispo de Múnich;
  - Oswald Gracias, arzobispo de Bombay;
  - Giuseppe Bertello, Gobernador del Estado de la Ciudad del Vaticano; y
  - Pietro Parolin, Secretario de Estado de la Santa Sede.

## Cuarto grupo (2020-2023)
El cuarto grupo está formado por los siguientes cardenales (lo son todos salvo el secretario, que es obispo):
- Coordinador: Óscar Andrés Rodríguez Maradiaga, arzobispo de Tegucigalpa
- Secretario: Marco Mellino, obispo titular de Cresima
- Miembros: 
  - Pietro Parolin, Secretario de Estado de la Santa Sede;
  - Seán Patrick O'Malley, arzobispo de Boston;
  - Oswald Gracias, arzobispo de Bombay;
  - Reinhard Marx, arzobispo de Múnich;
  - Giuseppe Bertello, Gobernador del Estado de la Ciudad del Vaticano; y
  - Fridolin Ambongo Besungu, arzobispo de Kinshasa.

## Quinto grupo (2023)
Nombrados el 7 de marzo de 2023:
- Pietro Parolin, Secretario de Estado;
- Fernando Vérgez Alzaga, L.C., presidente de la Pontificia Comisión para el Estado de la Ciudad del Vaticano y Presidente de la Gobernación del Estado de la Ciudad del Vaticano;
- Fridolin Ambongo Besungu, O.F.M. Cap., arzobispo de Kinshasa (República Democrática del Congo);
- Oswald Gracias, arzobispo metropolitano de Bombay (India);
- Seán Patrick O'Malley, O.F.M.Cap., arzobispo metropolitano de Boston (Estados Unidos de América);
- Juan José Omella Omella, arzobispo metropolitano de Barcelona (España);
- Gérald C. Lacroix, arzobispo de Quebec (Canadá);
- Jean-Claude Hollerich, S.I., arzobispo de Luxemburgo (Luxemburgo);
- Sérgio da Rocha, arzobispo metropolitano de São Salvador da Bahia (Brasil);
- Secretario: Marco Mellino, obispo